# 日本臨床外科学会
日本臨床外科学会（にほんりんしょうげかがっかい、英語: Japan Surgical Association (Jpn Surg Assoc)）は、日本の学術研究団体の一つ。

## 概要
1937年3月31日設立。学術研究団体としての種別は単独学会。
臨床医学を学術研究領域とし、臨床外科学および外科医療の進歩発展を図ることを目的とし、会員相互の親睦を図り、関連他学会との連携を行うことを目的としている。

## 刊行物

### 日本臨床外科学会雑誌
- 誌名（和文）：日本臨床外科学会雑誌
- 誌名（欧文）：Journal of Japan Surgical Association
- 創刊年：1937
- 資料種別：-
- 使用言語：日本語（英文抄録あり）
- 発行形態：印刷体、eジャーナル
- 著作権帰属先：学会
- クリエイティブコモンズ：-
- 購読：有料